# Lucanus lesnei
Lucanus lesnei es una especie de coleóptero de la familia Lucanidae.

## Distribución geográfica
Habita en Yunnan, Bután y Birmania.